# Прибрежный мивокский язык
Прибрежный мивокский язык (Coast Miwok) — мёртвый (бездействующий) мивокский язык, на котором раньше говорил индейский народ прибрежный мивок, который проживает на побережье от залива Сан-Франциско до залива Бодега штата Калифорния в США. Имеет диалекты бодега, хуимен, марин. Разновидности бодега и марин могут быть отдельными языками. В настоящее время народ говорит на английском языке. Разновидность исчезла в 1960—1970-х годах.